# Caduta intelligente
La caduta intelligente, o intelligent falling, è una pseudo-teoria creata per parodiare la teoria del disegno intelligente e gli argomenti avanzati dai suoi sostenitori.
I fautori del Disegno intelligente sostengono che l'evoluzione non sia spiegabile alla luce delle conoscenze attuali e debba quindi esserci una volontà alla base del processo evolutivo, appoggiando più o meno apertamente posizioni creazioniste. Simmetricamente, secondo la teoria della caduta intelligente, le leggi fisiche non sono sufficienti a spiegare la gravità, quindi deve esserci una volontà divina a causare la caduta degli oggetti e la teoria di Newton è "solo una teoria", parodia delle argomentazioni antievoluzionistiche.

## Nascita, sviluppo e uso della parodia
La teoria venne diffusa per la prima volta in una newsletter, il 14 giugno 2002, da "Jeff Stubbs", che scrisse, parodiando affermazioni creazioniste: Non mi piace la teoria della gravità, mi sento insultato personalmente dal fatto che le strutture progettate dagli ingegneri considerino solo la massa fisica. E riguardo alle nostre anime? Propongo che le classi di scienze insegnino anche la teoria della "presa intelligente". Non c'è modo in cui una forza debole come la gravità possa tenere tutto fisso al pianeta. Dev'essere Dio, usando le nostre anime, a tenere tutto insieme.
"Ho pensato a ciò per un po' di tempo, e penso che sia il momento di discutere la mia teoria della caduta intelligente. Sono stato ispirato a mettere in discussione il dogma newtoniano sulla" gravità ", quando ho appreso che la scienza non può spiegare il movimento di tre cose in una sola volta. Certamente le leggi newtoniane possono spiegare il movimento di due cose, ma i "newtoniani" non possono spiegare il modo in cui un terzo oggetto che possa influire su questo movimento ".
Questa teoria ebbe molta eco nell'ambito del pastafarianesimo, diventando una delle argomentazioni più usate contro la teoria del disegno intelligente, venendo usata come esempio su come sia possibile enunciare delle leggi naturali, basate su affermazioni fideistiche, quindi non testabili secondo la pratica del metodo scientifico, e sia come esempio paradossale sulla descrizione dei presunti danni alla comunità scientifica americana derivati dalla amministrazione Bush.
La rivista satirica statunitense The Onion, ha contribuito alla diffusione di questa parodia, con un articolo pubblicato nell'agosto 2005 intitolato Gli scienziati evangelici rifiutano la teoria della gravità per la teoria della 'Caduta intelligente (Evangelical Scientists Refute Gravity With New 'Intelligent Falling' Theory), inserito nella pagina della rubrica "Scienza e tecnologia".

## Riferimenti nella storia della Scienza
La teoria aristotelica che gli oggetti hanno un "luogo naturale", può essere vista come un precursore della caduta intelligente.
In una lettera al reverendo Richard Bentley nel 1692, Isaac Newton scrisse: "Riguardo al tuo secondo quesito ti rispondo che i movimenti che i pianeti hanno ora non potrebbero scaturire da qualsiasi singola causa naturale, ma sono marcati da un agente intelligente".
Questa frase, scritta dallo scopritore della legge sulla gravitazione universale, è citata da Stephen C. Meyer, sostenitore del Disegno intelligente e direttore del Discovery Institute, in The Scientific Status of Intelligent Design, con questa affermazione: "Famosa postulazione di Newton dello speciale intervento divino per stabilizzare il moto orbitale nel sistema solare" mentre lo scienziato sviluppava le sue argomentazioni delle equivalenza metodologica delle teorie naturalistiche e non naturalistiche (ossia soprannaturali) teorie". Questa posizione, in riferimento agli scritti di Newton, viene indicata come quella della "caduta intelligente" in un contesto di esame di un  revival della metafisica aristotelica nel contesto moderno di filosofia della scienza .
Charles Darwin, nel suo "Abbozzo" del 1842, in cui iniziava a delineare gli argomenti a favore di una comune origine delle specie viventi contro la dottrina dell'origine distinta e separate di tutte le specie retoricamente si chiedeva: "Cosa dovrebbe insegnare l'astronomo che i pianeti non si muovono in base alla legge di gravitazione, ma per aver voluto il Creatore ciascun pianeta muoversi in sua particolare orbita?".
Nel 1925, il reverendo William Asbury Williams scrisse, in un libro dal titolo "L'evoluzione dell'uomo scientificamente smentita, in 50 argomentazioni" (The Evolution of Man Scientifically Disproved, In 50 Arguments) : Il potere di attrazione, che si potrebbe definire come proprietà della materia, è in realtà la potenza di Dio ... Gli effetti sono il risultato di potere e di intelligenza ... La gravitazione richiede la risoluzione di innumerevoli milioni dei più complessi e difficili problemi in ogni istante, da parte della mente divina ...Queste innumerevoli calcoli dimostrano che Dio è ovunque. Siamo continuamente nelle immediata straordinaria presenza di un Dio infinito.